# 代数图论

佩特森图，一种高度对称的图。它的直径为2。其自同构群有120个元素，事实上就是对称群。

代数图论（algebraic graph theory）是用代数方法处理图论问题的数学分支。这不同于几何、组合或算法的方法。代数图论有三个主要分支，分别使用线性代数，使用群论，以及研究图不变量。

## 代数图论的分支

### 使用线性代数
代数图论的第一个分支用线性代数来研究图，特别是研究图的邻接矩阵或拉普拉斯矩阵的谱（这部分代数图论也被称为谱图理论）。以佩特森图为例，邻接矩阵的谱为(-2, -2, -2, -2, 1, 1, 1, 1, 1, 3)。通过一些定理把谱的性质与图的其他性质联系起来。举一个简单的例子，对于直径为D的连通图，它的谱至少有D+1个不同的值。图的谱可用于分析网络的同步。

### 使用群论

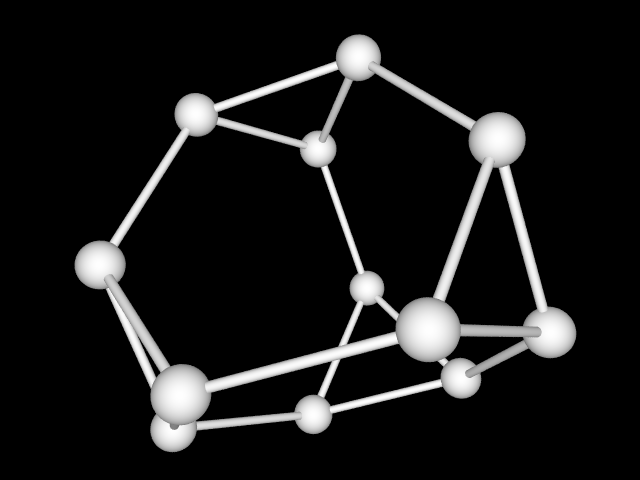
交错群的凯莱图，在三维空间中构成了截角四面体。

代数图论的第二个分支用群论来研究图，尤其是自同构群以及几何群论。重点是根据对称性对图进行分类，以及不同类别之间的包含关系。某些特殊类别的图足够少，可以把它们列举出来。根据Frucht定理，所以的群都可以表示成连通图的自同构群。另外，给定一个群，可以作出相应的凯莱图，凯莱图有一些性质与群的结构相关。
代数图论的第二个分支与第一个分支有联系，因为图的对称性在图的谱中也有反映。尤其是，对于高度对称的图，例如佩特森图，不同的特征值的数目很少（佩特森图有3个不同的特征值，在直径相等的图中是最少的）。凯莱图的谱与群的结构直接相关，尤其是与不可约特征标相关。

### 研究图不变量

用三种颜色对佩特森图的顶点进行着色。根据色多项式，有120种3着色。

最后，代数图论的第三个分支研究图不变量的代数性质，尤其是色多项式、Tutte多项式与扭结不变量。例如，图的色多项式计算了顶点着色的个数。佩特森图的色多项式为{\displaystyle t(t-1)(t-2)(t^{7}-12t^{6}+67t^{5}-230t^{4}+529t^{3}-814t^{2}+775t-352)}。这意味着佩特森图不能用1种或2种颜色着色，但可以用3种颜色着色，且着色方式有120种。代数图论的这一领域的许多工作都是为了证明四色定理而启发。可是仍然有许多未解决的问题，例如如何判定两个图的色多项式相同，以及如何判定一个多项式是不是某个图的色多项式。